# C. Herschel (månkrater)
C. Herschel är en nedslagskrater på månen. C. Herschel har fått sitt namn efter den tyska astronomen Caroline Herschel.
Kratern har en diameter på ungefär 13 km.

## Satellitkratrar
| C. Herschel | Latitud | Longitud | Diameter |
| ----------- | ------- | -------- | -------- |
| C           | 37.2° N | 32.5° V  | 7 km     |
| E           | 34.2° N | 34.7° V  | 5 km     |
| U           | 36.2° N | 31.5° V  | 3 km     |
| V           | 36.4° N | 33.5° V  | 4 km     |